# Boldyn Dżawchlantögs
Boldyn Dżawchlantögs (mong. Болдын Жавхлантөгс; ur. 14 kwietnia 1964) – mongolski zapaśnik w stylu wolnym. Dwukrotny olimpijczyk. Szósty w Seulu 1988 i odpadł w eliminacjach w Barcelonie 1992. Startował w kategorii 100–130 kg.
Siódmy na mistrzostwach świata w 1991. Srebrny medal na igrzyskach azjatyckich w 1990. Brązowy medalista mistrzostw Azji w 1991.